# Хлевене
Хлевене (болг. Хлевене) — село в Болгарии. Находится в Ловечской области, входит в общину Ловеч. Население составляет 330 человек.

## Политическая ситуация
В местном кметстве Хлевене, в состав которого входит Хлевене, должность кмета (старосты) исполняет Лачо Митев Йорданов (Болгарская социалистическая партия (БСП)) по результатам выборов правления кметства.
Кмет (мэр) общины Ловеч — Минчо Стойков Казанджиев (Болгарская социалистическая партия (БСП)) по результатам выборов в правление общины.